# XHRPU-FM
XHRPU-FM son estaciones de radio regionales de México, ubicadas en el estado de Durango y Villa Insurgentes, Zacatecas que transmite en la frecuencia 102.9 MHz.

## Historia
XERPU-AM recibió su concesión en noviembre de 1974. Agregó una estación combinada de FM en 1994.
En 2015, varias filiales de Grupo Radio México, incluida esta estación, se fusionaron en Grupo Radio Centro (GRC), que es propiedad de la misma familia. El 18 de octubre de 2019, la operación de XHRPU-FM, la única estación de GRC en la ciudad de Durango, fue transferida a Multimedios Radio.